# Vampire: The Masquerade – Swansong
Vampire: The Masquerade – Swansong (kurz VTMS) ist ein erzählorientiertes Fantasy-Rollen-Videospiel, das im World-of-Darkness-Universum angesiedelt ist und vom Entwickler Studio Big Bad Wolf entwickelt und von Nacon am 19. Mai 2022 für PC, PS4, PS5, Xbox Series X/S, Xbox One veröffentlicht wurde. Das Spiel ermöglicht es den Spielern, die Geschichten von drei Vampiren aus verschiedenen Clans zu erleben, die alle Mitglieder der einflussreichen Vampirsekte Camarilla sind.

## Regelwerkshintergrund
Das Regelwerk Vampire: The Masquerade verwendet biblische Motive, um die Entstehung der Vampirgesellschaft zu erklären. Nachdem Kain seinen Bruder Abel erschlagen hatte, wanderte er demnach aus in das Land Nod. Gott hatte ihn verstoßen und ihm untersagt, je wieder von den von ihm erschaffenen Früchten zu essen. Stattdessen solle er sich nur noch von Blut ernähren können. Aber weil dies noch nicht reichte, nahm Gott ihm jegliche Möglichkeit, in das himmlische Paradies einzutreten, indem er ihm die Unsterblichkeit schenkte.
Kain blieb ein Äon lang im Land Nod, doch schließlich war er der ewigen Einsamkeit überdrüssig und kehrte zurück in das Land, das sein Bruder Set aufgebaut hatte. Hier gründete und herrschte er über eine große Stadt. Doch er fühlte sich weiter einsam, denn er war der einzige seiner Art. Und so beschloss er, Nachkommen zu zeugen. Doch seine Kinder entstanden nicht auf herkömmlichem Weg. Drei Menschen hat Kain seinen Fluch aufgezwungen, die wiederum 13 Kinder zeugten. Doch er fürchtete die Rache Gottes und untersagte es seinen Kindern und Enkeln eine weitere Generation zu zeugen.
Dann kam die Sintflut und vernichtete fast alles Leben auf der Erde. Kain hielt dies für eine Strafe Gottes und zog es vor, ins Exil zu gehen. Seine Kinder baten ihn zurückzukommen, doch er wollte sich nicht weiter in das Geschehen auf Erden verwickeln lassen.
Nun begannen seine Kinder, sich untereinander zu bekämpfen. In diesem Krieg erschlugen Kains Enkel ihre Eltern und bauten eine neue Stadt auf. Jeder von ihnen gründete seinen eigenen Clan, indem er weitere Nachkommen zeugte. Sie fürchteten jedoch, dass weitere Generationen benutzt werden könnten, um die Streitereien zwischen den 13 Enkeln Kains, den „Vorsintflutlichen“, auszutragen. Daher wurde nun der vierten Generation verboten, selbst Kinder zu schaffen.
Mit der Zeit starb die Stadt und die Macht der Vorsintflutlichen über ihre Kinder, woraufhin diese eigene Nachkommen zeugten und erneut begannen, einander zu bekämpfen. Sie hielten sich jedoch an das Gebot der „Maskerade“ (Masquerade), das bis heute verhindert hat, dass die Menschen von der Existenz von Vampiren erfuhren.

## Spielverlauf
Vampire: The Masquerade – Swansong ist ein narrativ getriebenes Einzelspieler-Video-Rollenspiel, bei dem der Spieler die Kontrolle über drei Vampire mit unterschiedlichen vampirischen Fähigkeiten (Disziplinen) übernimmt und im Verlauf des Spiels zwischen ihnen wechselt. Die Charaktere können individuell angepasst werden, indem der Spieler ihre Disziplinen und Charakterstatistiken verbessert, um sie an seinen bevorzugten Spielstil anzupassen. Dies beeinflusst die Interaktion der Charaktere und die Fähigkeiten, die beim Erkunden der Spielwelt eingesetzt werden, wie das Öffnen von Schlössern und das Hacken von Computerterminals. Da sich die Spielercharaktere oft in der Nähe von Menschen aufhalten, muss der Spieler vorsichtig sein, wann und wo er übernatürliche Fähigkeiten einsetzt, um zu verhindern, dass die vampirische Natur der Charaktere enthüllt wird.
Im Verlauf des Spiels werden die Charaktere in schwierige Situationen gebracht, in denen der Spieler moralische Entscheidungen treffen muss, ohne dass eine offensichtlich richtige Wahl vorhanden ist.

## Handlung
Die Handlung dreht sich um die Folgen der gewalttätigen Ereignisse während der Wiedervereinigung der Domänen Boston und Hartford, die von Hazel Iversen, dem Prinzen von Boston, und der Tremere-Chantry von Hartford ausgehandelt wurden. Verschiedene hochrangige Mitglieder der Camarilla-Gemeinschaft wurden von einer Gruppe, die offensichtlich über genaue Kenntnisse der Schwächen ihrer Zielpersonen verfügt, auf geschickte Weise zerstört oder gefangen genommen. Ermittlungen enthüllen, dass der Schuldige des Überfalls die Society of St. Leopold ist, eine Sekte von Vampirjägern, die vom Heiligen Stuhl finanziert und unterstützt wird, sowie die Special Affairs Division, eine staatliche Behörde mit ähnlichem Auftrag. Jeder Protagonist hat seine eigene Mission, die Angelegenheit zu einem Abschluss zu bringen. Galeb hat den Auftrag, Monsignore Stanford, den Anführer der Zweiten Inquisition und Träger des Wahren Glaubens, zu ermorden; Emem soll das Hauptquartier des Feindes infiltrieren, um ihre umfangreiche Datenbank mit Informationen über Vampire zu korrumpieren, während Leysha ihrer eigenen Tochter nachgeht, die bei einem der Überfälle der Zweiten Inquisition in das Gebiet der Camarilla gestoßen und aufgespießt wurde. Das Spiel bietet zahlreiche Enden, abhängig davon, welche Haupt- und/oder Nebencharaktere ihre Prüfungen überleben und welche Aktionen sie unternommen haben.

### Wichtige Figuren
In Vampire: The Masquerade – Swansong repräsentieren drei Hauptcharaktere verschiedene Facetten der Vampirgesellschaft und bringen unterschiedliche Fähigkeiten, Persönlichkeiten und Hintergründe mit sich.
Galeb, als Mitglied des Ventrue-Clans, ist ein furchterregender und ehrgeiziger Vampir, der nach Macht strebt und die Erlaubnis benötigt, seine Geliebte in einen Vampir zu verwandeln. Seine Geschichte dreht sich um politische Intrigen und die dunklen Machenschaften innerhalb der Camarilla.
Emem hingegen repräsentiert den Toreador-Clan und verkörpert die verführerische und künstlerische Seite der Vampirwelt. Als ehemalige Jazz-Diva und Clubbesitzerin verfolgt sie ihre eigenen Ziele und ist in die geheimnisvollen Geschehnisse verwickelt.
Leysha schließlich gehört dem Clan der Malkavianer an und ist von Visionen geplagt, die ihre Handlungen und Entscheidungen beeinflussen. Ihr Weg führt sie durch ein Labyrinth von Wahnsinn und Übernatürlichem, während sie versucht, die Rätsel um ihre Tochter zu lösen.
Jeder dieser Hauptcharaktere bietet den Spielern eine individuelle Spielerfahrung, da sie unterschiedliche Fähigkeiten und Perspektiven haben, die sich auf die Handlung und die Interaktionen in der Spielwelt auswirken. Die Entscheidungen, die die Spieler für jeden dieser Charaktere treffen, beeinflussen den Verlauf der Geschichte und führen zu verschiedenen Enden des Spiels. In Swansong dreht sich alles um Geheimnisse, Intrigen und moralische Dilemmata, während die Spieler versuchen, die Wahrheit hinter den Geschehnissen in der Vampirgesellschaft von Boston aufzudecken.

## Entwicklung
Vampire: The Masquerade – Swansong wurde von Big Bad Wolf entwickelt, einer Abteilung von Cyanide Studios, und von Clément Plantier entworfen. Das Spiel basiert auf der fünften Ausgabe des Pen-&-Paper-Rollenspiels Vampire: The Masquerade und nutzt die Darstellung von Boston aus den Tabletop-Spielbüchern Dark Colony und Giovanni Chronicles aus den 1990er Jahren, die für die aktuelle Spielumgebung aktualisiert wurden. Die Entwickler haben einige Spielmechaniken aus dem Pen-&-Paper-Spiel in Swansong integriert, sich jedoch darauf konzentriert, das Spiel um Spielerentscheidungen und deren Konsequenzen zu gestalten. Obwohl das Spiel sowohl auf früheres Material des Pen-&-Paper-Spiels als auch auf eine andere Videospiel-Adaption namens Bloodlines Bezug nimmt, wurde es so gestaltet, dass es auch für Spieler zugänglich ist, die mit der Serie nicht vertraut sind. Bei der Anpassung des Pen-&-Paper-Spiels an ein Videospiel-Format haben die Entwickler ein Video-Rollenspiel als die beste Option betrachtet, um eine Geschichte zu erzählen und den Spielern Freiheit beim Rollenspiel zu bieten.
Das Spiel wurde ursprünglich im Mai 2019 angekündigt und sollte 2021 veröffentlicht werden. Es wurde im Oktober 2019 auf der PDXCON vorgestellt. Im Juli 2021 wurde das Spiel auf Februar 2022 verschoben, und im November 2021 wurde der Veröffentlichungstermin erneut auf Mai 2022 verschoben. Das Spiel wurde von Nacon veröffentlicht und am 19. Mai 2022 für Microsoft Windows, Nintendo Switch, PlayStation 4, PlayStation 5, Xbox One und Xbox Series X/S veröffentlicht. Diese Verzögerungen resultierten aus den Auswirkungen der COVID-19-Pandemie, die die Produktion verlangsamte. Im November 2022 wurde berichtet, dass die Besitzer der PlayStation-4-Version trotz der auf der Spielebox beworbenen Möglichkeit nicht auf die PlayStation-5-Version des Spiels upgraden können. Nacon behauptet, die Werbung für das Upgrade sei ein Fehler gewesen, da das Spiel kein „Cross-Gen-Produkt“ sei.

## Rezeption
Vampire: The Masquerade – Swansong erhielt laut dem Bewertungsaggregator Metacritic „gemischte oder durchschnittliche“ Bewertungen. Kritiker lobten die Rollenspiel-Mechaniken des Spiels, die Spielerfreiheit und die Hintergrundgeschichte, kritisierten jedoch das Gameplay, die Handlung und einen wahrgenommenen Mangel an Endschliff.
Eric Van Allen von Destructoid gab dem Spiel eine Wertung von 7 von 10 und schrieb: „Wenn das Spiel stark auf Logikrätsel, Mystery, Deduktion und Detektivarbeit setzt, singt Vampire: The Masquerade – Swansong. Es sind die technischen Probleme, schwierigen Erkundungsrätsel und einige merkwürdige Entscheidungen, die Swansong davon abhalten, ein Highlight zu sein.“ Michael Goroff von Electronic Gaming Monthly schätzte die Menge an Spielerwahlmöglichkeiten und merkte an, dass sie der ansonsten standardmäßigen Handlung Tiefe verliehen, bemängelte jedoch die Gameplay-Balance, die Gesichtsanimationen und die emotionalen Höhepunkte der Handlung als unzureichend und unterentwickelt. Andrew Reiner von Game Informer bewertete das Spiel deutlich positiver und vergab eine Wertung von 8,5 von 10 und verglich seine Struktur mit The Forgotten City und lobte die Handlungsfreiheit, die es dem Spieler gebe.
David Wildgoose von GameSpot hingegen vergab nur 4 von 10 Punkten und schrieb: „Swansong hat letztendlich wenig zu bieten. Sein Schreibstil ist hölzern, die Erzählung verworren und das Rätseldesign größtenteils einfallslos. Leider gibt es nicht einmal eine lohnenswerte Belohnung, wenn Sie es bis zum Ende durchhalten.“ Rachel Weber von GamesRadar+ lobte das reiche Universum und die Erkundungsmechanik, hatte jedoch Probleme mit dem schwer zugänglichen Design, der wenig überzeugenden Nutzung der Vampirkräfte und den schlecht durchdachten Gesprächsmechaniken.
Gabriel Moss von IGN vergab dem Spiel eine Wertung von 5 von 10 und kritisierte die langweilige Handlung und das Gameplay, indem er sagte: „[Swansongs] Konzept ist interessant, aber seine Helden und Schurken sind blass, und daher dauert es viel zu lange, bis die lauwarme Geschichte ihr volles Potenzial entfaltet.“ Rick Lane von PC Gamer schrieb ähnlich: „Vampire: The Masquerade – Swansong bietet eine beeindruckend flexible Handlung, aber das kann es nicht vor seiner mittelmäßigen Schreibweise und seiner zerstreuten Spielgestaltung bewahren.“ Phil Iwaniuk von PCGamesN bemerkte, dass trotz des Mangels an Endschliff und Innovation die Atmosphäre von Swansong, die Tiefe, die es dem Spieler präsentiere, seine Rettung sei.
John Cal McCormick von Push Square lobte die Hintergrundgeschichte des Spiels, die auf Vampire fokussierte Handlung und die düstere Atmosphäre, bemängelte jedoch einige verwirrende Rätsel und technische Probleme. PJ O’Reilly von Pure Xbox stellte fest, dass das Spiel stark beginne und eine faszinierende Grundidee habe, aber schnell langweiliges Gameplay, unausgereifte Gesprächsaspekte und zahlreiche Fehler aufweise.
Die GameStar vergab eine Wertung von 80 und betont, dass in diesem Spiel Entscheidungen der Spieler wirklich auch mal ernst genommen würden und nicht wie ab und zu kaum Wirkung hätten.